# Rat u Pridnjestrovlju
Rat u Pridnjestrovlju (negdje Rat u Moldovi), oružani sukob koji se 1992. vodio između snaga Moldove i međunarodno nepriznate Pridnjestrovske Moldavske Republike potpomognute dijelovima ruske (sovjetske) 14. armije. 
Sporno područje Pridnjestrovlja naseljavali su osim Moldavaca koji su činili oko 40% stanovništva, manjinski Rusi (26%) i Ukrajinci (28%) koji su ujedno davali većinu lokalnih komunističkih dužnosnika, pri čemu su se posebno isticali Rusi. Suočeni s promjenama unutar Sovjetskog Saveza koji je bio pred raspadom, moldavskim nacionalnim pokretom te osobnim ekonomskim interesima, pridnjestrovski političari došli su u sukob s vlasti u Kišinjevu. Jedan od navodnih povoda za sukob su i tzv. jezični zakoni izglasani 31. kolovoza 1989. kojima rumunjski s latiničnim pismom postaje službeni jezik, dok ruski te ćirilićni rumunjski postaju jezici drugog reda s lokalnim značajom. Potonje je izazvalo radničke štrajkove na istočnoj strani Dnjestra budući ga velik dio ne-moldavskog stanovništva uopće nije poznavao.
Nakon što je Vrhovni Sovjet Moldove u lipnju 1990. usvojio deklaraciju o neovisnosti, vlasti u Pridnjestrovlju proglasile su Autonomnu republiku glede koje, iako je nije priznavao, moldavski Vrhovni sovjet nije mogao učini ništa budući nije imao faktičnu vlast na spornome području. Iste godine u studenome kod Dubăsarija započinju i prvi sukobi.
Sukobi širokih razmjera započeli su 2. ožujka 1992. tijekom kojih se pokazalo da su moldavske snage nedovoljno snažne da uspostave kontrolu na cijelom svom teritoriju. U tome je ključnu ulogu odigrala ruska (sovjetska) 14. armija stacionirana na teritoriju Pridnjestrovlja pod zapovjedništvom G. I. Jakovljeva, koja se svrstala na stranu separatista. Nakon nekoliko propalih pregovora, službeni prekid vatre potpisan je 21. srpnja od strane ruskog predsjednika Borisa Jeljcina i moldavskog Mircea Snegura.